# Jansia
Jansia is een geslacht van schimmels in de familie Phallaceae.

## Soorten
Volgens Index Fungorum telt het geslacht een soort (peildatum september 2023): 
| Soortnaam         | Auteur(s) | Publicatiejaar |
| ----------------- | --------- | -------------- |
| Jansia boninensis | Lloyd     | 1907           |